# Евангелическая церковь Германии
Евангелическая церковь в Германии (нем. Evangelische Kirche in Deutschland), ЕЦГ, или EKD, — протестансткое объединение лютеранских и реформатских церквей земель Германии. Возникла в августе 1945 года путём переименования Немецкой евангелической церкви.
Она представляет собой конфедерацию 20 региональных протестантских церквей, но не является церковью в теологическом понимании в связи с деноминационными различиями. Тем не менее церкви имеют полное единство в части проповеди и в богослужениях. Все региональные церкви ЕЦГ ограничены определёнными территориями, исключением является Евангелическая реформатская церковь. Штаб-квартира в Ганновере.
Численность членов (на 2023) — 18,6 млн крещённых прихожан.

## Структуры ЕЦГ
Руководство церковью осуществляют:
- Синод (Synode), состоит из 100[7] синодалов, избирается синодами церквей земель, избирает из своего состава Презида синода (Praeses der synode) для ведения своих заседаний
- Конференция (Kirchenkonferenz), состоит из епископов и президентов церквей земель
- Совет (Rat), состоит из 15 членов, избираемых совместно синодом и церковной конференцией, по предложению которого синодом и конференцией избирается председатель совета (Vorsitzende des Rates);
- Церковное управление (Kirchenamt), состоит из профессиональных чиновников
- Церковный суд (Kirchengericht) (с 2004 года, до этого — Дисциплинарная камера (Disziplinarkammer))

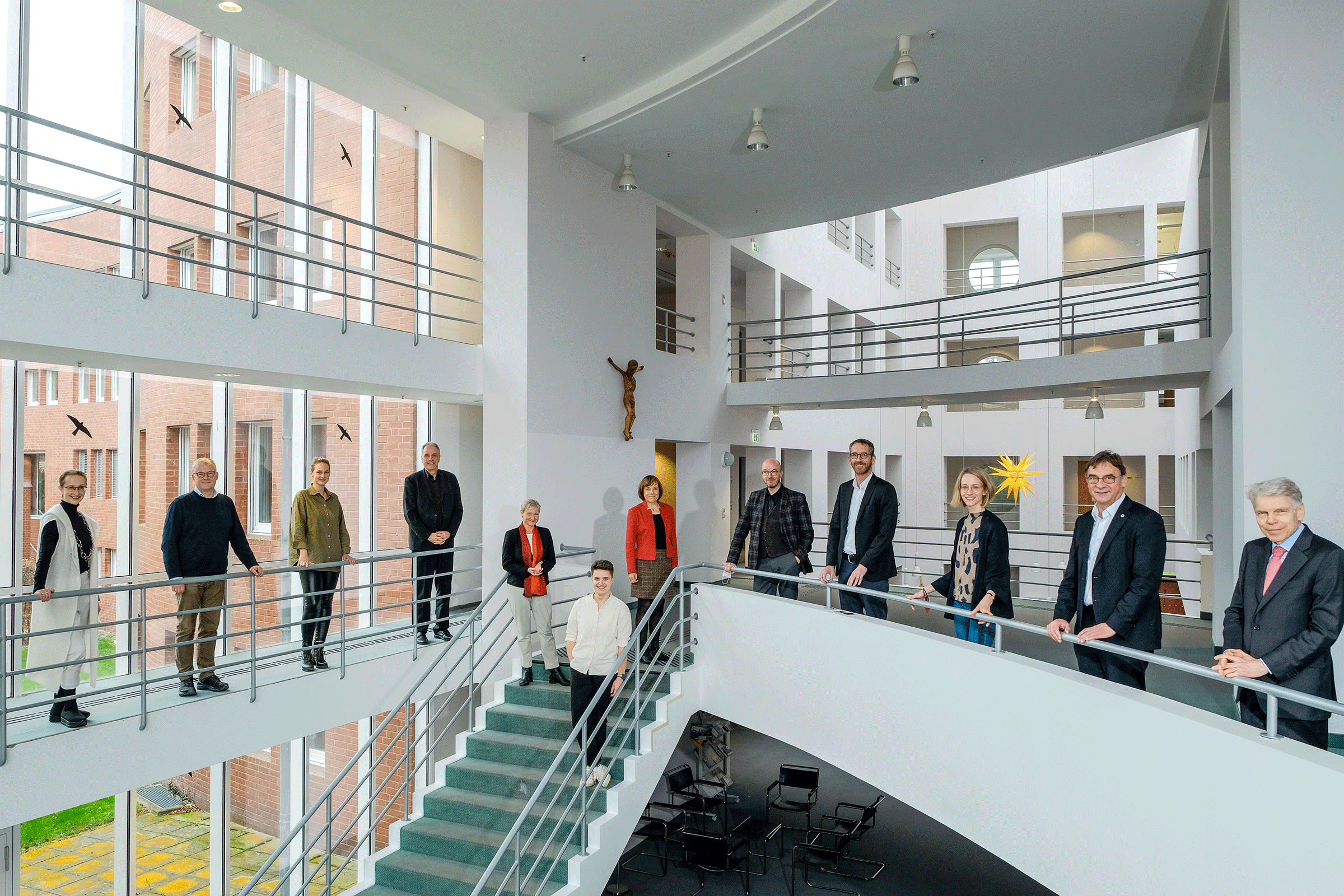
Совет ЕЦГ в 2021 году

- Совет ЕЦГ в 2021 годуЦерковная судебная палата (Kirchengerichtshof) с 2004 года, до этого — Дисциплинарный суд (Disziplinarhof).

В 2003—2009 годах председателем Совета ЕЦГ являлся епископ Евангелическо-Лютеранской Церкви Берлина-Бранденбурга-Силезской Верхней Лужицы Вольфганг Хубер. С октября 2009 эту должность впервые занимает женщина — епископ Евангелическо-лютеранской Церкви Ганновера Маргот Кессман, однако 24 февраля 2010 года она ушла в отставку из скандала с вождением машины в нетрезвом виде. Временно главой ЕЦГ назначен Николаус Шнайдер — председатель евангелической церкви Рейнланда. 9 ноября 2010 года Шнайдер избран председателем совета ЕЦГ.
Церкви земель

Карта региональных церквей в составе ЕЦГ до 2012 года

Состоит из церквей земель (landeskirche):
- Евангелическая церковь Анхальта (Evangelische Landeskirche Anhalts)
- Евангелическая церковь Бадена (Evangelische Landeskirche in Baden)
- Евангелическо-лютеранская церковь Баварии (Evangelisch-Lutherische Kirche in Bayern)
- Евангелическая церковь Берлин-Бранденбург-Силезская Верхняя Лужица (Evangelische Kirche Berlin-Brandenburg-schlesische Oberlausitz), возникла в 2004 году путём объединения Евангелической церкви Силезской Верхней Лузицы и Евангелической церкви Берлина-Бранденбурга;
- Евангелическо-лютеранская церковь Брауншвайга (Evangelisch-lutherische Landeskirche in Braunschweig)
- Бременская евангелическая церковь (Bremische Evangelische Kirche)
- Евангелическо-лютеранская церковь Ганновера (Evangelisch-lutherische Landeskirche Hannovers)
- Евангелическая церковь Гессена и Нассау (Evangelische Kirche in Hessen und Nassau)
- Евангелическая церковь Кургессен-Вальдекк (Evangelische Kirche von Kurhessen-Waldeck)
- Липпская церковь (Lippische Landeskirche)
- Евангелическо-лютеранская церковь Северной Германии (Evangelisch-Lutherische Kirche in Norddeutschland), возникла в 2012 году путём объединения Евангелическо-лютеранской церкви Мекленбурга (Evangelisch-Lutherische Kirche in Mecklenburg), Померанской евангелической церкви и Северноэльбской евангелическо-лютеранской церковь (Nordelbische Evangelisch-Lutherische Kirche), последняя возникла в 1977 году путём объединения Евангелическо-лютеранской церкви Шлезвиг-Гольштейна, Евангелическо-лютеранской церкви Любека, Евангелическо-лютеранской церкви Гамбурга, Евангелическо-лютеранской церкви Ойтина;
- Евангелическая церковь Центральной Германии (Evangelische Kirche in Mitteldeutschland), возникла в 2008 году путём объединения Евангелическо-лютернская церкви Тюрингии и Евангелическая церковь церковной провинции Саксонии;
- Евангелическо-лютеранская церковь Ольденбурга (Evangelisch-Lutherische Kirche in Oldenburg)
- Евангелическая церковь Пфальца (Evangelische Kirche der Pfalz)
- Евангелическая церковь Рейнской области (Evangelische Kirche im Rheinland)
- Евангелическо-лютеранская церковь Саксонии (Evangelisch-Lutherische Landeskirche Sachsens)
- Евангелическо-лютеранская церковь Шаумбург-Липпе (Evangelisch-Lutherische Landeskirche Schaumburg-Lippe)
- Евангелическая церковь Вестфалии (Evangelische Kirche von Westfalen)
- Евангелическая церковь Вюртемберга (Evangelische Landeskirche in Württemberg)
- Евангелическая Реформатская Церковь - Синод Реформатских Церквей Баварии и Северо-Западной Германии, имеющая приходы по всей Германии, возникшая в 1989 году путём объединения Евангелическо-реформатской церкви Баварии и Евангелическо-реформатской церкви Северо-западной Германии, в 1993 году к ней присоединились общины Бютцова, Лейпцига и Хемница, а в 2012 году — кальвинистские общины Брауншвейга и Гамбурга, в 2013 году — кальвинистская община Гёттингена вышедшими из Союза евангелическо-реформатских церквей Германии;

Ассоциированными членами являются приходы Моравской церкви (Herrnhuter Brüdergemeine) в Германии и Союз евангелическо-реформатских церквей Германии.
В 1969—1991 гг. Евангелическая церквоь Анхальта, Евангелическая цкерковь Бранденбурга и Берлина, Евангелическо-лютеранская церковь Мекленбурга, Евангелическо-лютеранская церковь Тюрингии, Евангелическо-лютеранская церковь Саксонии, Евангелическая церковь провинции Саксония, Померанская евангелическая церковь (в 1969—1991 гг. называлась Евангелическая церковь Грайфсвальда (Evangelische Landeskirche Greifswald)) и Евангелическая церковь Силезии (1969—1991 гг. называлась Евангелическая церковь Горлицкой церковной территории (Evangelische Kirche des Görlitzer Kirchengebietes)) образовывали Союз евангелических церквей ГДР.
Поместные церкви подразделяются на благочиния (kirchenkreis, в Гессене, Нассау и Баварии — dekanat, в Брауншвейге — propstei, в евангелическо-лютеранских церквях Шаумбург-Липпе, Вюртемберга, Бадена и Пфальца — kirchenbezirk), а благочиния — на приходы (kirchengemeinde).
Большинство поместных церквей имеют епископальное управление управляются старшими пасторами с титулом «епископа» (Bischof, Landesbischof в Брауншвейге и Ганновере) (евангелическо-лютеранские церкви Баварии, Брауншвейга, Ганновера, Северной Германии, Ольденбурга, Саксонии, Шаумбург-Липпе и Вюртемберга, евангелические церкви Бадена, Кургессена-Вальдека и Центральной Германии), «президента» (Kirchenpräsident) (евангелические церкви Анхальта, Гессена и Нассау и Пфальца или «суперинтендента» (Landessuperintendent) (Церковь Липпе), которые также являются председателями консисторий (Landeskirchenamt, в Ольденбурге, Бадене и Вюртемберге — Oberkirchenrat, в Гессене и Нассау — Kirchenverwaltung). Существует также сильный элемент пресвитериального (синодального) управления в виде синода (Landessynode). Евангелическая церковь Бранденбурга, Берлина и Силезской Верхней Лужицы имеет коннексиональное управление с элементами пресвитериального (синодального) управления, управляется специальным коллегиальным ведомством — консисторией, состоящей из светского президента, духовного вице-президента, которым по должности является старший пастор поместной церкви с титулом епископа, а также духовных и светских консисториальных советников. Присутствует и сильный элемент пресвитериального (синодального) управления в виде поместного собора. Евангелические церкви Вестфалии, Рейнланда и Бремена управляются синодами, председатели которых являются одновременно и председателями консисторий (landeskirchenamt, в Бремене — kirchenkanzlei). Каждая поместная церковь ответственна за христианскую жизнь в своём районе, и каждая региональная церковь имеет свои особенности и сохраняет независимость. Все региональные церкви входят в Сообщество протестантских церквей Европы.
Благочиния
Благочиния управляются суперинтендентом (superintendent), при суперинтенденте действует благочинническое собрание (kreissynode, dekanatssynode в Гессене и Нассау, propsteisynode в Брауншвейге, kirchenbezirkssynode в Саксонии), избираемое приходскими советами, и благочиннический совет (kreiskirchenrat) (kreissynodalvorstand в Вестфалии, Рейнланде, Kirchenkreisvorstand в Ганновере, Кургессене и Вальдеке, Dekanatssynodalvorstand в Гессена и Нассау, propsteivorstand в Брауншвейге, Kirchenbezirksvorstand в евангелической церкви Саксонии) состоящий из суперинтендента (superintendent) и членов, избираемый благочинническим собранием.
Приходы
Приходы управляются пасторами (pfarrer), при пасторах действует приходской совет (gemeindekirchenrat, kirchengemeinderat в Северной Германии, presbyterium в Вестфалии и Рейнланде, kirchenvorstand в Ганновере, Гессене, Нассау, Кургессене, Вальдеке, Брауншвейге, Саксонии, Липпе, Шаумбург-Липпе), состоящий из пастора и выборных от мирян.
Евангелическая реформатская церковь
Евангелическая реформатская церковь состоит из синодальных союзов (Synodalverband) (управлялись синодами, избираемые пресвитериями), синодальные союзы из евангелическо-реформатских общин (управлялись пресвитериями избираемых прихожанами):
- Синодальный союз Северной Фризии
- Синодальный союз Южной Фризии
- Синодальный союз Райдерланда
- Синодальный союз Графства Бентхайм
- Синодальный союз Эмсланда/Оснабрюка
- Восьмой синодальный союз (Евангелическо-реформатская церковь Гамбурга, Евангелическо-реформатская церковь Мекленбурга, евангелическо-реформатские общины Бремерхафена, Хольсселя, Любека, Люнебурга, Нойкирхена, Рекума, Рингштедта)
- Синодальный союз Плессе
- Десятый синодальный союз (евангелическо-реформатские общины Брауншвейга, Целле, Хаммельн-Бад-Пирмонта, Ганновера, Хильдесхайма, Мёлленбека, Ринтельна, Вольфсбурга-Гифхорна-Пайне)
- Одиннадцатый синодальный союз (евангелическо-реформатские общины Байройта, Хемница-Цвиккау, Эрлангена, Бад-Грённенбаха, Ханау, Хербисхофена, Лейпцига, Мариенхайма, Мюнхена, Нюрнберга, Швабаха и Штутгарта)

Ассоциированные члены
- Союз евангелическо-реформатских церквей Германии (Bund Evangelisch-reformierter Kirchen Deutschlands)
  - Евангелическо-реформатская церковь Бюккебурга (Evangelisch-reformierte Kirche zu Bückeburg)
  - Евангелическо-реформатская церковь Штадтхагена (Evangelisch-reformierte Kirche zu Stadthagen)
  - Евангелическо-реформатская община Дрездена (Evangelisch-reformierte Gemeinde zu Dresden)
- Братство Гернгютеров (Herrnhuter Brüdergemeine)

Представительства
- Уполномоченный Евангелической церкви при Федеральном правительстве (Beauftragter der Evangelischen Kirchen bei der Bundesregierung)
- Уполномоченный баварских поместных церквей при ландтаге и правительстве (Beauftragte der bayerischen Landeskirche für die Beziehungen zu Landtag und Staatsregierung sowie für Europa-Fragen)
- Уполномоченный при землях Бранденбург и Берлин (Beauftragter bei den Ländern Berlin und Brandenburg)
- Поместно-церковный уполмоченный при Земле Гамбург (Landeskirchliche Beauftragter für das Land Hamburg)
- Уполномоченный евангелических церквей в Гессене (Beauftragten der Evangelischen Kirchen in Hessen am Sitz der Landesregierung)
- Совместный уполномоченный Евангелическо-лютеранской церкви Мекленбурга и Померанской евангелической церкви при Ландтаге и Правительстве Мекленбурге-Передней Померании (Gemeinsame Beauftragter der Evangelisch-Lutherischen Landeskirche Mecklenburgs und der Pommerschen Evangelischen Kirche bei Landtag und Landesregierung Mecklenburg-Vorpommern)
- Уполномоченный Евангелических церквей при Ландтаге и Правительстве Северного Рейна-Вестфалии (Beauftragter der Evangelischen Kirchen bei Landtag und Landesregierung von Nordrhein-Westfalen)
- Уполномоченный Евангелических церквей в Земле Рейнланд-Пфальц при резиденции правительства земли (Beauftragter der Evangelischen Kirchen im Lande Rheinland-Pfalz am Sitz der Landesregierung)
- Уполномоченный Евангелических церквей в Саарланде при резиденции правительства земли (Beauftragter der Evangelischen Kirchen im Saarland am Sitz der Landesregierung)
- Уполномоченный Евангелических поместных церквей в Саксонии (Beauftragter der Evangelischen Landeskirchen beim Freistaat Sachsen)
- Уполномоченный Евангелический церкви в Саксонии-Анхальт (Beauftragter der Evangelischen Kirchen in Sachsen-Anhalt)
- Поместно-церковный уполномоченный в земле Шлезвиг-Гольштейн (Landeskirchlicher Beauftragter für das Land Schleswig-Holstein)
- Уполномоченный Евангелической поместной церкви в Тюрингии (Beauftragter der evangelischen Landeskirchen in Thüringen)

Периодические издания
- Der Sonntag (Евангелическо-Лютеранская церковь Саксонии)
- Evangelische Sonntags-Zeitung (Евангелическая церковь Гессена и Нассау)
- Die Kirche (Евангелическая церковь Бранденбурга, Берлина и Силезской Верхней Лужицы)
- Evangelischer Kirchenbote (Евангелическая церковь Пфальца)
- Glaube und Heimat (Евангелическая церковь Анхальта и Евангелическая церковь Центральной Германии), до 2009 года у Евангелической церкви Анхальта существовало собственное периодическое издание Die Kirche
- Mecklenburgische & Pommersche Kirchenzeitung (Евангелическо-Лютеранская церковь Северной Германии, до 2002 года — Mecklenburgische Kirchenzeitung в 1946—2002 гг. и Pommersche Kirchenzeitung в 1998—2002 гг.)
- Die Nordelbische (Евангелическо-Лютеранская церковь Северной Германии)
- Sonntagsblatt (Евангелическо-Лютеранская церковь Баварии)
- Unsere Kirche (Церковь Липпе и Евангелическая церковь Вестфалии)

## Посещаемость и членство

Церкви по конфессиональной принадлежности

Протестантизм — основная религия в Северной, Восточной и Средней Германии. Кальвинистская, она же реформаторская ветвь, преобладает на крайнем северо-западе и в Липпе, лютеранская ветвь — на севере и юге, объединенная ветвь — в Средней и Западной Германии. Хотя большинство христиан в Южной Германии являются католиками, в некоторых районах Баден-Вюртемберга и Баварии преобладают протестанты, например в Средней Франконии и в Штутгарте. Подавляющее большинство немецких протестантов принадлежат к церквям-членам ЕЦГ.
Региональные протестантские церковные организации принимают друг друга как равные несмотря на конфессиональные различия. Ни одна региональная церковь не управляет приходами или церквями на территории другой региональной церкви. Единственным исключением является Евангелическая реформатская церковь, которая объединяет реформатские общины в рамках обычно лютеранских церквей-членов, которые сами по себе не включают в себя региональные реформатские общины.
24,3 % граждан Германии являются членами ЕЦГ, согласно данным на 2020 год. Однако средняя посещаемость церкви ниже: воскресную службу посещают около миллиона человек.

### Результаты переписи 2011 года
| Регион                        | Количество членов (2011) | Процент населения |
| ----------------------------- | ------------------------ | ----------------- |
| Шлезвиг-Гольштейн             | 1,550,200                | 55.7 %            |
| Нижняя Саксония               | 3,976,430                | 51.5 %            |
| Бремен                        | 279,180                  | 43.2 %            |
| Гессен                        | 2,426,990                | 40.8 %            |
| Баден-Вюртемберг              | 3,552,450                | 34.1 %            |
| Гамбург                       | 573,960                  | 33.9 %            |
| Рейнланд-Пфальц               | 1,260,720                | 31.8 %            |
| Германия                      | 24,552,110               | 30.8 %            |
| Северный Рейн-Вестфалия       | 4,974,240                | 28.5 %            |
| Тюрингия                      | 529,010                  | 24.3 %            |
| Берлин                        | 706,650                  | 21.6 %            |
| Саксония                      | 856,340                  | 21.4 %            |
| Бавария                       | 2,592,550                | 21.1 %            |
| Саар                          | 199,240                  | 20.1 %            |
| Бранденбург                   | 448,970                  | 18.4 %            |
| Мекленбург-Передняя Померания | 280,500                  | 17.7 %            |
| Саксония-Анхальт              | 344,680                  | 15.2 %            |

## Выдающиеся деятели
- Стефан Пиларик — пастор и теолог.
- Рудольф Харни — в 1953 году награждён Большим Крестом ФРГ

## Женский пасторат
В ЕКД давно уже существует институт женского пастора. В настоящее время четыре женщины в должности епископов возглавляют церкви земель:
- Мария Йепсен — с 1992 года епископ Гамбурга
- Маргот Кессман — с 1999 года епископ Ганновера
- Бэрбель Вартенберг-Поттер — с 2000 года епископ Гольштейна-Любека
- Ильзе Юнкерман — с 2009 года епископ Церкви Центральной Германии

## Гомосексуальные пасторы
В настоящее время гомосексуальность не является препятствием для возведения в сан в ЕЦГ.
В 2007 году ЕЦГ приняла декларацию «Укрепление надежности и ответственности», в которой были одобрены однополые моногамные партнёрства. Благословение однополых пар, заключивших гражданское партнёрство, в марте 2011 года проводили, однако, лишь 14 региональных церквей ЕЦГ.
В евангелической церкви нет обета безбрачия для священников. Однако вопрос о том, могут ли гомосексуальные евангелические священники заключать однополые гражданские союзы со своими партнёрами и жить с ними в пастерском доме, ещё открыт и активно обсуждается.
В настоящее время лишь три церкви, входящие в ЕЦГ (Евангелическая церковь Гессена-Нассау, Евангелическо-лютеранская церковь Баварии и Евангелическая церковь Средней Германии) уже разрешили своим священнослужителям проживать в пасторских домах совместно со своими партнёрами. В январе 2012 года к их числу присоединилась Евангелическо-лютеранская церковь Саксонии, однако в данном случае церковь требует обязательного разрешения земельного церковного руководства.